# 日本製鉄かずさマジック
日本製鉄かずさマジック（にっぽんせいてつかずさマジック）は、千葉県君津市に本拠地を置き、その他木更津市、富津市、袖ケ浦市を含む「かずさ4市」で活動する、日本野球連盟に加盟する社会人野球の広域複合企業チームである。
チーム名称の「マジック（Magic）」は、終盤に劇的な逆転勝ちを収めることが多いチームカラーを表現して名付けられた。

## 概要
1973年、新日本製鐵の君津製鐵所で『新日本製鐵君津硬式野球部』として創部。
1988年に都市対抗野球に、1999年に日本選手権にそれぞれ初出場を果たしている。
その後、鉄鋼不況の影響から新日本製鐵がスポーツ支援体制の見直しを進める中で、当チームは2003年から本社が企業チームとして直接運営する形から、複数の地元企業や団体などと共に地域に密着したクラブチーム型の運営方針に変更することとなり、広域複合企業チームの『市民球団「KAZUSA MAGIC」』として再出発した。その後、同年5月22日にチーム名を『かずさマジック』に改称した。
再出発した初年度の2003年は、都市対抗野球と日本選手権に出場したものの、その後は低迷が続いていた。2008年に当チームOBの鈴木秀範が監督に就任すると、選手・首脳陣の大幅入れ替えでチーム改革に乗り出した。これが功を奏し、2010年には都市対抗野球と日本選手権にそれぞれ7年ぶりの出場を果たした。
2012年10月、母体である新日本製鐵と住友金属工業が合併し新日鐵住金が発足し、これに伴いチーム名を『新日鐵住金かずさマジック』に改称。
2013年、都市対抗野球で13年ぶりのベスト4進出を果たすと、日本選手権では全国大会初制覇をなし遂げた。広域複合企業チームが2大大会（都市対抗・日本選手権）で優勝したのは史上初である。
2019年4月、新日鐵住金の商号変更に伴い、チーム名を『日本製鉄かずさマジック』に改称した。
2021年5月、チーム内で新型コロナウイルス感染症のクラスターが発生し、第46回社会人野球日本選手権大会予選への出場を辞退。
翌2022年は第93回都市対抗野球大会への出場こそ果たしたものの、8月に支援企業の日本製鉄東日本製鉄所君津地区において不祥事が発生し、前年に引き続き2年連続で第47回社会人野球日本選手権大会予選への出場を辞退することとなった。

## 設立・沿革
- 1973年 - 新日本製鐵の君津製鐵所で同好会として結成、都市対抗の予選に参加。
- 1975年 - 『新日本製鐵君津硬式野球部』として正式に創部。
- 1988年 - 都市対抗野球に初出場（初戦敗退）。
- 1999年 - 日本選手権に初出場（初戦敗退）。
- 2003年 - 新日本製鐵のスポーツ支援体制見直しに伴い、広域複合企業チームに衣替えしチーム名を『市民球団「KAZUSA MAGIC」』に改称。その後、『かずさマジック』に改称。
- 2012年 - 10月に母体の合併に伴い新日鐵住金が発足したため、チーム名を『新日鐵住金かずさマジック』に改称。
- 2013年 - 日本選手権で初優勝。
- 2019年 - 4月に新日鐵住金の日本製鉄への社名変更に伴い、チーム名を『日本製鉄かずさマジック』に改称。

## 主要大会の出場歴・最高成績
（「新日鐵君津」時代を含む）
- 都市対抗野球大会 - 出場16回、4強2回（2000、2013年）
- 社会人野球日本選手権大会 - 出場10回、優勝1回（2013年）
- JABA大阪大会 - 優勝1回（1998年）
- JABA日立市長杯争奪大会 - 優勝2回（1999、2005年）
- JABA長野県知事旗争奪野球大会 - 優勝3回（2006、2013、2017年）
- JABAベーブルース杯争奪大会 - 優勝1回（2007年）
- JABA四国大会 - 優勝1回（2015年）

## 主な出身プロ野球選手
- 森博幸（内野手） - 1985年ドラフト4位で西武ライオンズから指名を受け、翌1986年シーズン終了後に入団
- 前田俊郎（内野手） - 1987年ドラフト5位で西武ライオンズに入団
- 下柳剛（投手） - 1990年ドラフト4位で福岡ダイエーホークスに入団
- 山口信二（投手） - 1991年ドラフト5位で福岡ダイエーホークスに入団
- 日笠雅人（投手） - 1995年ドラフト7位で中日ドラゴンズに入団
- 松中信彦（内野手） - 1996年ドラフト2位（逆指名）で福岡ダイエーホークスに入団
- 森慎二（投手） - 1996年ドラフト2位（逆指名）で西武ライオンズに入団
- 古屋剛（内野手） - 1996年ドラフト7位で西武ライオンズに入団
- 渡辺俊介（投手） - 2000年ドラフト4位で千葉ロッテマリーンズに入団
- 野田浩輔（捕手） - 2000年ドラフト6位で西武ライオンズに入団
- 飯島一彦（投手） - 2001年ドラフト6位で福岡ダイエーホークスに入団
- 岡本健（投手） - 2013年ドラフト3位で福岡ソフトバンクホークスに入団
- 加藤貴之（投手） - 2015年ドラフト2位で北海道日本ハムファイターズに入団
- 玉井大翔（投手） - 2016年ドラフト8位で北海道日本ハムファイターズに入団

## 元プロ野球選手の競技者登録
- 初芝清（元：千葉ロッテマリーンズ） - コーチ（2007年 - 2010年）→退部
- 芝草宇宙（元：福岡ソフトバンクホークス、北海道日本ハムファイターズ） - コーチ（2009年）→退部
- 眞下貴之（元：横浜DeNAベイスターズ） - 投手（2015年 - 2016年）→退部
- 渡辺俊介（元：新日鐵君津→千葉ロッテマリーンズ） - 投手兼任コーチ（2016年 - 2018年）→投手コーチ（2019年）→監督（2020年 - ）
- 小関翔太（元：東北楽天ゴールデンイーグルス） - 捕手（2018年 - ）
- 松本啓二朗（元：横浜DeNAベイスターズ） - 外野手（2018年 - 2019年）→外野手兼任コーチ（2020年）→退部
- 仲尾次オスカル（元：広島東洋カープ） - 投手（2019年[7] - 2022年）→退部
- 勝俣翔貴（元：オリックス・バファローズ、読売ジャイアンツ） - 内野手（2023年 - ）

## かつて在籍した主な選手・コーチ・監督
- 應武篤良 - 1994年 - 2000年に監督を務めた。
- 露無博文（内野手） - 選手として在籍した後、1998年 - 2000年にコーチ、2001年 - 2005年に監督を務めた。
- 鈴木秀範（内野手） - 選手として在籍した後、2008年 - 2019年に監督を務め、第39回社会人野球日本選手権大会でチームを優勝に導く。
- 敷田直人（捕手） - 現在は、プロ野球審判員。